# Sevilla FC-Juncos
Der Sevilla-FC Juncos war ein puerto-ricanischer Fußballklub mit Sitz in der Gemeinde Juncos. Der Klub spielte in der Saison 2011 kurzzeitig in der zweitklassigen USL Pro. Davor und danach wurde er jeweils einmal Meister in zwei verschiedenen erstklassigen Ligen.

## Geschichte
Der Klub wurde im Jahr 2006 ursprünglich als Farm-Team des NASL-Franchise Puerto Rico Islanders in Bayamón als Puerto Rico Islanders B gegründet. So nahmen sie auch am Spielbetrieb der Liga Premier de Fútbol de Puerto Rico ab der Saison 2006 teil, wo sie auch in ihrer ersten Saison gleich auf dem zweiten Platz landeten. Bereits im Jahr 2008 fanden sie mit dem FC Sevilla aus Spanien einen neuen Klub als Partner und benannten sich in Sevilla Bayamón FC um. Im selben Jahre wurde man dann auch Gründungsmitglied der neuen erstklassigen Puerto Rico Soccer League, welche man gleich in der ersten Saison auch als Meister abschließen konnte. Aufgrund von Problemen mit der Klubführung musste die Tätigkeit des Klubs aber eingestellt werden. 
Anschließend wurde der Klub aber von der Stadt Juncos gekauft, wohin das Team dann auch zog. Von nun an trug es den Namen Sevilla FC-Juncos. In den beiden nächsten Spielzeiten kam man ebenfalls in die Playoffs, scheiterte dort jedoch immer spätestens im Finale. 
In der Saison 2011 wurde die USL Pro in einem neuen Format als zweitklassige Liga ausgetragen. Zur sogenannten International Division wurde auch dem Team aus Juncos ein Startplatz gegeben, aufgrund von finanziellen Problem bei den Reisekosten und einem geringen Zuschauerinteresse wurde der Klub mitsamt den beiden anderen Klubs von Puerto Rico aber im Mai des Jahres wieder aus dem Spielbetrieb der Liga genommen. 
Ab der Saison 2012 nahm der Klub an der nun erstklassigen Liga Nacional de Fútbol de Puerto Rico teil. Die letzte bekannte Saison des Klubs war dann die Runde 2013, in welcher man zwar in der Regular Season nur den zweiten Platz erreichte, aber später die Playoffs gewann. In der Folgesaison kann sich der Klub nicht mehr in der Liga wiederfinden und das Weiterverbleiben ist auch unbekannt. Die Website erhielt hierbei bereits zuletzt im Juli 2012 neue Inhalte.